# Pont sur la Laye
Der Pont sur la Laye oder Pont roman de Mane (dt. Romanische Brücke von Mane) ist eine alte Segmentbogenbrücke über das Flüsschen Laye in der französischen Provence unweit des Ortes Mane.

## Konstruktion
Die 40 m lange und 3,2 m breite Brücke besitzt drei Brückenbögen mit einer maximalen Überhöhung von ca. 3:1. Die Spannweiten betragen 2,80 m, 7,90 m und 11,40 m; die beiden größeren Bogenrippen weisen eine Dicke von nur ein bis zwei römischen Fuß auf. Damit gehört der Pont sur la Laye zu den wenigen antiken Brücken, bei denen das Verhältnis von Bogendicke zu Spannweite den von den römischen Baumeistern sonst bevorzugten Sicherheitsstandard von 1:20 unterschreitet.
Die Brücke wurde aus lokalem Kalkstein errichtet, der seiner Funktion entsprechend unterschiedlich zugeschlagen wurde: Die Bögen bestehen aus Keilsteinen, die Mauerschale der Bogenzwickel aus halbbearbeiteten Bruchsteinen. Der Hauptpfeiler ist sowohl stromauf- als auch stromabwärts mit dreieckigen Wellenbrechern aus sorgfältig behauenen Blöcken versehen. Die Fahrbahn, deren Pflasterung erhalten geblieben ist, steigt vom linken Flussufer steil bis zum Hauptbogen an und fällt dann leicht zum höhergelegenen Ufer auf der anderen Seite ab. Teile der Brüstung, die noch 1993 von O’Connor als abgebrochen gemeldet wurden, sind dem Augenschein nach in der Zwischenzeit instand gesetzt worden.

## Zeitliche Einordnung
Laut dem italienischen Brückenbauer Gazzola wird der Bau des Pont sur la Laye auf das Ende des 1. oder den Anfang des 2. Jahrhunderts n. Chr. datiert. Die Brücke wäre damit zu dem runden Dutzend bekannter römischer Segmentbogenbrücken zu rechnen. Structurae stuft die Brücke dagegen als frühromanisch, also im 11. Jahrhundert, ein. Nach Angabe der Webseite von Mane wurde die ursprünglich einbogige Brücke erst im 17. Jahrhundert um zwei Bögen einschließlich Strombrechern erweitert. Demnach wären die Segmentbögen relativ neuen Ursprungs.